# TRAPPIST-1b
트라피스트-1b는 금성과 비슷한 행성으로, 물병자리에 위치한 적색왜성 트라피스트-1을 돌고 있다. 39광년 떨어져 있으며, 트랫싯 방법으로 발견되었다. 원래 2016년 발견되었으나, 2017년과 2018년 사이에 걸쳐서 논문 출판되었다.
질량은 지구와 비슷하나 약 12% 더 크다. 최근에 관측으로, 이산화탄소의 대기를 매우 많이 가지고 있으며, 금성과 매우 비슷하다. 비슷하나 대기는 금성보다 더 두껍다. 또한 물도 발견되었다. 물은 액체로 존재하지 않고, 대기에 수증기 상태로 존재한다.

## 질량, 반지름, 온도
질량은 지구의 1.017배며, 이는 지구의 중력(9.81g)의 82%다. 반지름은 지구보다 1.121배 크며, 대기의 구성 성분에 대해서는 두 가지 가설이 있다. 첫 번째 가설은 52km의 높이를 가진 이산화탄소 대기로, 이때 행성의 온도는 섭씨 1,130도에 달하게 된다. 두 번째 가설은 100km가 넘는 높이를 가진 수증기 대기로, 이때 행성의 온도는 섭씨 1,530도에 달하게 된다. 어느 쪽이든 지구형 생명체가 살 수 있는 곳은 아니다.
이후 제임스 웹 우주 망원경의 정밀 관측을 통해 표면 온도는 섭씨 230도이며 대기가 존재하지 않음이 밝혀졌다.

## 공전
이 행성은 엄청나게 가깝게 붙어있으며(0.0115AU, 이는 태양과 지구 거리의 1.2 %에 해당), 때문에 1번 공전에 36시간이 걸린다.

## 대기
TRAPPIST-1c는 이 행성과 매우 비슷하며, 이는 스펙트럼이 설명해준다. 스펙트럼은 다시 대기가 이산화탄소로 구성되어 있다는 걸 확인시킨다.
2018년, 스피처 우주망원경으로 적외선으로 관측했다. 그 결과 트라피스트-1b는 두께 52km(지구 8km, 금성 12.5km)에 달하는 이산화탄소가 있다는 연구결과가 나왔다. 이 이산화탄소가 이 행성을 더욱 뜨겁게 만들었으리라 과학자들은 추측한다.

## 같이 보기
- 게자리 55 e